# Pylaros
Pylaros (in greco Πύλαρος?) è un ex comune della Grecia nella periferia delle Isole Ionie (unità periferica di Cefalonia) con 1 565 abitanti secondo i dati del censimento 2001.
È stato soppresso a seguito della riforma amministrativa, detta Programma Callicrate, in vigore dal gennaio 2011 ed è ora compreso nel comune di Cefalonia.
Il comune, situato nella parte settentrionale dell'isola fu istituito nel 1994. Il centro principale è Agia Effimia.
Il territorio è soprattutto montuoso e si affaccia su due versanti marini.
La popolazione è dedita soprattutto al turismo, all'allevamento di ovini e all'apicultura.
Qui come altrove nell'isola di Cefalonia, la popolazione ha subito un decremento progressivo dopo il disastroso terremoto del 1953, migrando in massa per gli Stati Uniti e per l'Australia.

## Luoghi di interesse

### Myrtos
Myrtos è il nome dato a una spiaggia situata lungo la strada che congiunge Argostoli con Fiscardo, molto vicina al castello di Assos.
La spiaggia si trova al termine di una strada tortuosa e in discesa. Vanta un'acqua meravigliosa quando il mare è calmo, spettacolare quando è grosso.
Contende a Petani il titolo di più bella spiaggia di Cefalonia. Le due spiagge sono molto simili.